# Stefan Mertesacker
Stefan Mertesacker (* 25. Juli 1951 in Wildemann) ist ein deutscher Fußballtrainer und -funktionär. Er ist langjähriger Leiter der Fußball-Amateurabteilung bei Hannover 96.

## Werdegang
Als aktiver Fußballer spielte Mertesacker zunächst in der Jugendmannschaft der TSG Wildemann und später bei der TuSpo Petershütte. 1983 begann er als Jugendtrainer beim TSV Pattensen. Dort baute er eine G-Jugend auf, in der auch einer seiner Söhne, der spätere Fußballnationalspieler Per Mertesacker, das Fußballspielen begann.
In der Zweitliga-Saison 1994/95 übernahm er als Nachfolger von Rolf Schafstall vom 31. Oktober bis 6. November 1994 für sieben Tage das Amt des Cheftrainers bei Hannover 96. Stefan Mertesacker stand zu diesem Zeitpunkt noch als Trainer beim unterklassigen TSV Pattensen unter Vertrag, so dass er von Hannover 96 als Interimstrainer für ein Spiel ausgeliehen wurde. Hannover war zu diesem Zeitpunkt Drittletzter der Tabelle der 2. Fußball-Bundesliga, obwohl das Team mit dem Saisonziel einen Tabellenplatz im oberen Drittel mit Kontakt zu den Aufstiegsrängen zu erreichen und mit elf neuen Spielern, vornehmlich Ersatzspieler diverser Erstligisten, in die Saison gestartet war. Parallel zum sportlichen Misserfolg gab es heftige Turbulenzen in der Vereinsführung. Unter der Leitung Mertesackers erreichte Hannover 96 im heimischen Niedersachsenstadion ein 1:1 gegen den Aufsteiger FSV Zwickau. Nach dem Spiel präsentierte Hannover 96 Peter Neururer als neuen Cheftrainer.
Am 21. Februar 2008 wurde Stefan Mertesacker auf Vorschlag des Vorstandsvorsitzenden von Hannover 96, Martin Kind, und mit Zustimmung des Aufsichtsrates in den Vorstand von Hannover 96 berufen. und war dort bis 2019 tätig. Dort ist er seit 1995 Vereinsmitglied und seit Oktober 2000 Leiter der Fußballamateurabteilung.